# إيلي توماس ريتش
إيلي توماس ريتش (بالإنجليزية: Eli Thomas Reich) هو رجل غواصة وضابط أمريكي، ولد في 20 مارس 1913 في نيويورك في الولايات المتحدة، وتوفي في 30 نوفمبر 1999 في مقاطعة أرلنغتون في الولايات المتحدة.